# Muhammet Aran
Muhammet Aran (* 5. Juni 1991 in Aşkale) ist ein türkischer Fußballspieler.

## Karriere
Aran startete mit dem Vereinsfußball 2005 in der Jugend vom Amateurverein Yavuz Selimspor und wechselte 2011 in die Jugend von Balıkesir Belediyespor.
Bei diesem Verein wurde er im Herbst 2011 in den Kader der 1. Männer aufgenommen und spielte die nächsten eineinhalb Jahre in der Bölgesel Amatör Lig (deutsch: regionale Amateurliga). Im Frühjahr 2013 wechselte er innerhalb der Stadt Balıkesir zum Drittligisten Balıkesirspor. Die Saison 2012/13 beendete er mit dieser Mannschaft als Meister und stieg damit in die TFF 1. Lig auf. Aran gab in der Partie vom letzten Spieltag gegen Kırklarelispor sein Profidebüt.

## Erfolge
Mit Balıkesirspor
- Meister der TFF 2. Lig: 2012/13
- Aufstieg in die TFF 1. Lig: 2012/13